# Albert Pujols
José Alberto Pujols Alcántara (Santo Domingo, 16. siječnja 1980.), bolje poznat kao Albert Pujols je dominikansko-američki profesionalni igrač bejzbola.

## Životopis
José Alberto Pujols Alcántara rođen je 16. siječnja 1980. godine u Santo Domingu gdje je i odrastao, odgajala ga je uglavnom baka te ujaci i tetke, bio je jedinac. Njegov otac, Bienvenido Pujols, bio je softball bacač, ali i alkoholičar. Počeo je mlad trenirati bejzbol u teškim uvjetima bez opreme. Zajedno s ocem i bakom emigrira u New York 1996. godine. Nakon dva mjeseca u New Yorku, preselilo se u Missouri, kod rođaka.
U srednjoj školi Fort Osage igrao je bejzbol, u prosincu 1998. godine dobio je bejzbolsku stipendiju za Maple Woods Community College.
Član je kluba Los Angeles Angels of Anaheim. Visok je 1,91 metar, težak 100 kg i baca desnom rukom. Ranije je igrao za St. Louis Cardinals. Nakon jedne sezone u sveučilišnoj ligi, izabrali su ga kardinali (St. Louis Cardinals) u 13. kolu MLB Draftu 1999. godine. Za St. Louis Cardinals počeo je igrati 2001. i igrao do 2011. godine, od 2012. godine igra za Los Angeles Angels of Anaheim.
Dobitnik je mnogih nagrada i priznanja među kojima je NL All-Star koju je osvajao devet puta i NL Igrač mjeseca, koju osvaja šest puta.

## St. Louis Cardinals
Godine 1999. Albert Pujolsa izabrali su St. Louis Cardinals u 13. rundi. Odabran je kao 402. na draftu. Uskoro je potpisao s Cardinalsima za 60.000 $. Vjerovali su kako imaju dobrog udarača pod ugovorom, ali nisu znali o kakvom je talentu riječ. Prije nego što je počeo profesionalnu karijeru Pujols je oženio svoju djevojku, Deidre, djevojku s kojom je bio od svoje 18. godine. Godine 2001., Pujols je proveo proljetne pripreme s Cardinalsima i očekivalo se kako će ostatak sezone provesti u nižoj ligi, no ozljede suigrača otvorile su mu mjesto u momčadi. Dva najbolja igrača momčadi, Jim Edmonds i Mark McGwire, bili su ozlijeđeni, a Pujols je postao standardan igrač. Iako je prvenstveno treću bazu, momčad je trebala vanjske igrače. Tijekom sezone igrao i na desnom i lijevom vanjskom polju. Također se dokazao kao odličan udarač što je prilikom izabira njegova momčad i znala. Albert je igrao značajnu ulogu u Cardinalsima, a momčad je konkurirala za doigravanje. Završio je sezonu s prosjekom udaranja od .329, 194 udarca i 37 optrčavanja. Bio je najproduktivniji igrač u svojoj momčadi. Zbog svog uspjeha, jednoglasno je izabran za novaka godine. Neki su mislili da je trebao i osvojiti nagradu za najkorisnijeg igrača godine. Dobio je novi i bolji ugovor, jednogodišnji ugovor na 600.000$. Pujols je u idućim sezonama dokazao da njegove dobre igre nisu bile slučajne. Godine 2002. je imao prosjek udaranja .314, sa 185 udaraca i 34 optrčavanja. Napadački je predvodio At. Louis Cardinals. Također, nastavio je igrati gdje je momčad trebala igrača. St. Louis je došao do konferncijske završnice, i izgubio. Albert je bio drugi u izboru za najboljeg igrača sezone. Godine 2003. i dalje je napredovao. Imao je 30 utakmica zaredom s barem jednim udarcem. Njegove izvedbe su se poboljšale te je na kraju sezone imao prosjek udarca .359, 212 udaraca i 43 optrčavanja. Mnogi su ga počeli uspoređivati s najboljim igračima u povijesti bejzbola. Zbog svog upornog rada tijekom priprema, provodio je mnogo vremena u teretani i u kavezu za vježbanje udaraca, te je time zaslužio novi i bolji ugovor. Prije sezone 2004. godine potpisao je ugovor na sedam godina vrijedan 100 milijuna $. Godine 2004. je za njega bila teška sezona, ozlijedio je petu koja ga je spriječila da da sve najbolje od sebe. Imao je problema s laktom, unatoč tome imao je odličnu sezonu. Pujols je imao 46 optrčavanja i 123 RBis. Imao je i novu poziciju, igrao je prvu bazu. St. Louis Cardinals su te sezone uspjeli doći do World Series-a, ali su izgubili u četiri utakmice. U idućoj sezoni nastavio je igrati odlično unatoč problema s petom.

## Los Angeles Angels
Godine 2012. potpisao je 10- godišnji ugovor s Los Angeles Angels-ima, vrijedan 254 milijuna $. Iako nije igrao tako dobro kao i u Cardinalsima, i dalje je bio jedan od najboljih udarača u ligi. U prvoj sezoni u Los Angelesu imao je prosjek .299, 30 optrčavanja i 105 Rbi. Iduća sezona nije opravdala očekivanja da Albert pokaže svoje najbolje, zbog ozljeda odigrao je samo 99 utakmica. Godine 2014. sezona je bila odlična za Angelse, dok Pujols iako nije kao u najboljim godinama odigrao je sasvim odličnu sezonu. U toj sezoni je i pogodio svoje 500. optrčavanje.

## Život izvan terena
Pujols se oženio 1. siječnja 2000. godine. Par ima četvoro djece, Isabella, Albert Jr., Sophia i Ezra. Kad nije na terenu, Pujols i njegova žena imaju zajedničku zakladu. Zaklada je neprofitna i pomaže ljudima s Downovim sindromom.

## Vanjske poveznice
- Zaklada obitelji Pujols službene web stranice
- Albert Pujols biography
- Albert Pujols in Los Angeles  Arhivirana inačica izvorne stranice od 28. siječnja 2015. (Wayback Machine)
- Albert Pujols stats  Arhivirana inačica izvorne stranice od 4. ožujka 2016. (Wayback Machine)
- Život van terena